# Glischrocaryon behrii
Glischrocaryon behrii är en slingeväxtart som först beskrevs av Schlechtend., och fick sitt nu gällande namn av Anthony Edward Orchard. Glischrocaryon behrii ingår i släktet Glischrocaryon och familjen slingeväxter. Inga underarter finns listade i Catalogue of Life.